# أنتيباروس
أنتيباروس (Αντίπαρος) هي جزيرة في كيكلاديس في اليونان.
يبلغ عدد سكانها حوالي 997 نسمة.